# Boreus californicus
Boreus californicus är en näbbsländeart som beskrevs av Alpheus Spring Packard 1870. Boreus californicus ingår i släktet Boreus och familjen snösländor. Inga underarter finns listade i Catalogue of Life.